# 長等神社
長等神社（ながらじんじゃ）は、滋賀県大津市三井寺町にある神社。かつては新日吉社や新宮社とも呼ばれていた、園城寺（三井寺）の鎮守社。旧社格は県社。

## 歴史
天智天皇が天智天皇6年（667年）に近江大津宮に遷都した際、長等山の岩座谷に建速須佐之男大神を祀ったのが始まりである。貞観2年（860年）2月、前年に園城寺初代長吏に就任した円珍が、園城寺の鎮守として当社に山王権現を合わせて祀り、園城寺の鎮守社とし、社名を延暦寺の鎮守社である日吉大社に対応して新日吉社、またの名を新宮社とした。
天喜2年（1054年）4月、庶民も参詣できるようにと長等山上から現在地に遷座する。
南北朝時代の建武3年（1336年）に戦乱に巻き込まれて社殿が焼失するが、暦応3年（1340年）に室町幕府将軍足利尊氏により再建される。
明治時代に入り、神仏分離の流れの中で園城寺から独立し、1883年（明治16年）に名称を長等神社に改める。1904年（明治37年）には楼門が建立され、1910年（明治43年）1月、県社となる。

## 祭神
- 主祭神 - 建速須佐之男大神・大山咋大神・市杵島姫大神・宇佐若宮下照姫大神・八幡大神

## 境内
- 本殿
- 回廊
- 中門
- 拝殿
- 両御前神社
- 馬神神社
- 栄稲荷神社
- 末春稲荷神社
- 権平稲荷神社
- 駒竹稲荷神社
- 社務所
- 平忠度の歌碑
- 笠森神社
- 楼門（大津市指定有形文化財） - 1904年（明治37年）建立。

## 文化財

### 大津市指定有形文化財
- 楼門

## 祭事
- 例祭・5月5日

## 交通アクセス
- JR琵琶湖線大津駅より徒歩20分
- 京阪電鉄/石山坂本線三井寺駅より徒歩11分